# Нижньокаргино
Нижньока́ргино (рос. Нижнекаргино, башк. Түбәнге Ҡарғауыл) — село у складі Дюртюлинського району Башкортостану, Росія. Входить до складу Асяновської сільської ради.
Населення — 188 осіб (2010; 186 у 2002).
Національний склад:
- башкири — 69 %
- татари — 30 %